# Paratomapoderus varicolor
Paratomapoderus varicolor is een keversoort uit de familie bladrolkevers (Attelabidae). De wetenschappelijke naam van de soort werd in 1930 gepubliceerd door Karl Wilhelm von Dalla Torre & Voss.